# Уилтон (тауншип, Миннесота)
Уилтон (англ. Wilton) — тауншип в округе Уосика, Миннесота, США. На 2000 год его население составило 392 человека.

## География
По данным Бюро переписи населения США площадь тауншипа составляет 93,5 км², из которых 92,4 км² занимает суша, а 1,1 км² — вода (1,22 %).

## Демография
По данным переписи населения 2000 года здесь находились 392 человека, 137 домохозяйств и 99 семей.  Плотность населения —  4,2 чел./км².  На территории тауншипа расположено 143 постройки со средней плотностью 1,5 построек на один квадратный километр. Расовый состав населения: 97,96 % белых, 0,26 % азиатов, 1,79 % — других рас США. Испанцы или латиноамериканцы любой расы составляли 3,32 % от популяции тауншипа.
Из 137 домохозяйств в 35,8 % воспитывались дети до 18 лет, в 62,8 % проживали супружеские пары, в 3,6 % проживали незамужние женщины и в 27,7 % домохозяйств проживали несемейные люди. 23,4 % домохозяйств состояли из одного человека, при том 5,8 % из — одиноких пожилых людей старше 65 лет. Средний размер домохозяйства — 2,86, а семьи — 3,41 человека.
30,9 % населения — младше 18 лет, 8,2 % — в возрасте от 18 до 24 лет, 26,5 % — от 25 до 44, 23,0 % — от 45 до 64, и 11,5 % — старше 65 лет. Средний возраст — 36 лет. На каждые 100 женщин приходилось 110,8 мужчин.  На каждые 100 женщин старше 18 приходилось 106,9 мужчин.
Средний годовой доход домохозяйства составлял 40 313 долларов, а средний годовой доход семьи —  41 364 доллара. Средний доход мужчин —  28 393  доллара, в то время как у женщин — 26 250. Доход на душу населения составил 17 327 долларов. За чертой бедности находились 8,0 % семей и 8,8 % всего населения тауншипа, из которых 5,9 % младше 18 лет.